# Леб'яжа (річка)
Леб'я́жа — мала річка в Україні, у межах Чугуївського району  Харківської області. Ліва притока Сіверського Дінця (басейн Дону).

## Розташування
Річка бере початок поблизу села Миколаївка. Спочатку тече на північний захід, потім після села Миколаївка — на північ. Впадає до Сіверського Дінця в селі Леб'яже. Відстань від гирла Сіверського Дінця до місця впадіння Леб'яжої — 893 км.
Вздовж берегової смуги розташовані села (від витоку до гирла): Миколаївка, Леб'яже.

## Опис
Довжина річки — 11 км. Площа басейну — 38,4 км². Похил річки — 4,4 м/км.
Притоки: Бардаків Яр (права)